# Kanton Saint-James
Der Kanton Saint-James war von 1790 bis 2015 ein französischer Wahlkreis im Arrondissement Avranches, im Département Manche und in der Region Basse-Normandie; sein Hauptort war Saint-James. Der Kanton war 145 km² groß und hatte (2010) 6.921 Einwohner, was einer Bevölkerungsdichte von 48 Einwohnern pro km² entsprach. 

## Gemeinden
Der Kanton bestand aus zwölf Gemeinden:
| Gemeinde                    | Einwohner Jahr | Fläche km² | Bevölkerungsdichte | Code INSEE | Postleitzahl |
| --------------------------- | -------------- | ---------- | ------------------ | ---------- | ------------ |
| Argouges                    | 525 (2013)     | –          | – Einw./km²        | 50018      | 50240        |
| Carnet                      | 482 (2013)     | –          | – Einw./km²        | 50100      | 50240        |
| La Croix-Avranchin          | 454 (2013)     | –          | – Einw./km²        | 50154      | 50240        |
| Hamelin                     | 106 (2013)     | –          | – Einw./km²        | 50229      | 50730        |
| Montanel                    | 380 (2013)     | –          | – Einw./km²        | 50337      | 50240        |
| Montjoie-Saint-Martin       | 260 (2013)     | –          | – Einw./km²        | 50347      | 50240        |
| Saint-Aubin-de-Terregatte   | 704 (2013)     | –          | – Einw./km²        | 50448      | 50240        |
| Saint-James                 | 2.798 (2013)   | –          | – Einw./km²        | 50487      | 50240        |
| Saint-Laurent-de-Terregatte | 632 (2013)     | –          | – Einw./km²        | 50500      | 50240        |
| Saint-Senier-de-Beuvron     | 328 (2013)     | –          | – Einw./km²        | 50553      | 50240        |
| Vergoncey                   | 210 (2013)     | –          | – Einw./km²        | 50627      | 50240        |
| Villiers-le-Pré             | 192 (2013)     | –          | – Einw./km²        | 50640      | 50240        |

## Bevölkerungsentwicklung
| 1962 | 1968 | 1975 | 1982 | 1990 | 1999 | 2006 |
| ---- | ---- | ---- | ---- | ---- | ---- | ---- |
| 8268 | 7864 | 7265 | 7093 | 7120 | 6919 | 6952 |